# Astrid Nilsson
Astrid Nilsson (...) è un'ex fondista svedese paralimpica, vincitrice di due medaglie d'oro, una d'argento e una di bronzo alle Paralimpiadi invernali del 1976 e del 1980.

## Carriera
Alle prime Paralimpiadi invernali, svoltesi a Ornskoldsvik nel 1976, Nilsson è stata la vincitrice di una medaglia d'oro nella stafetta 3x5 km 5A-5B (con le connazionali Karin Gustavsson e Birgitta Sund), una d'argento nella gara di 10 km B distanza media (al 1º posto la norvegese Reidun Laengen e al 3º posto la compagna di nazionale Karin Gustavsson) e una di bronzo nei 5 km B distanza corta (dietro a Karin Gustavsson e Reidun Laengen).
Ai Giochi paralimpici invernali di Geilo 1980, Nilsson si è piazzata al 4º posto nella gara di 5 km A distanza corta (sul podio l'atleta svedese Desiree Johansson, seguita dalla norvegese Kari Heggum e dalla finlandese Matleena Talonen) e al 5º posto nei 10 km A distanza media, gara che ha replicato lo stesso podio dei 5 km. Ha invece vinto l'oro con la nazionale svedese (insieme a lei Marianne Edfeldt, Desiree Johansson e Birgitta Sund) nella gara di 4x5 km stafetta 5A-5B.

## Palmarès

### Paralipiadi
- 4 medaglie:
  - 2 ori (3x5 km stafetta 5A-5B a Örnsköldsvik 1976; 4x5 km stafetta 5A-5B a Geilo 1980)
  - 1 argento (10 km B distanza media a Örnsköldsvik 1976)
  - 1 bronzo (5 km B distanza corta a Örnsköldsvik 1976)